# 元柴田西町
元柴田西町（もとしばたにしまち）は、愛知県名古屋市南区の地名。現行行政地名は元柴田西町1丁目から元柴田西町3丁目。住居表示未実施。

## 地理
名古屋市南区の南西部に位置し、東に元柴田東町、北に白水町、西に港区船見町と接する。

## 世帯数と人口
2019年（平成31年）4月1日現在の世帯数と人口は以下の通りである。
| 町丁       | 世帯数  | 人口  |
| ---------- | ------- | ----- |
| 元柴田西町 | 376世帯 | 652人 |

### 人口の変遷
国勢調査による人口の推移
| 1995年（平成7年）  | 1,093人 | [ 6 ]  |  |
| 2000年（平成12年） | 725人   | [ 7 ]  |  |
| 2005年（平成17年） | 864人   | [ 8 ]  |  |
| 2010年（平成22年） | 758人   | [ 9 ]  |  |
| 2015年（平成27年） | 729人   | [ 10 ] |  |

## 学区
市立小・中学校に通う場合、学校等は以下の通りとなる。また、公立高等学校に通う場合の学区は以下の通りとなる。
| 番・番地等 | 小学校               | 中学校               | 高等学校 |
| ---------- | -------------------- | -------------------- | -------- |
| 全域       | 名古屋市立柴田小学校 | 名古屋市立名南中学校 | 尾張学区 |

## 施設
- 名古屋市上下水道局 柴田水処理センター

## その他

### 日本郵便
- 郵便番号 : 457-0817[3]（集配局：名古屋南郵便局[13]）。